# Hanomag-Henschel
Die Hanomag-Henschel-Fahrzeugwerke GmbH (kurz: HHF) war ein Lkw-Hersteller mit Sitz in Hannover, der 1969 durch einen Zusammenschluss der traditionsreichen deutschen Lkw-Hersteller Hanomag und Henschel entstand. Nach Übernahme aller Anteile an HHF durch die Daimler-Benz AG verschwand die Marke Hanomag-Henschel 1974 vom Markt, einzelne Baumuster von Hanomag-Henschel wurden noch bis 1978 unter der Marke Mercedes-Benz weitergebaut.

## Geschichte

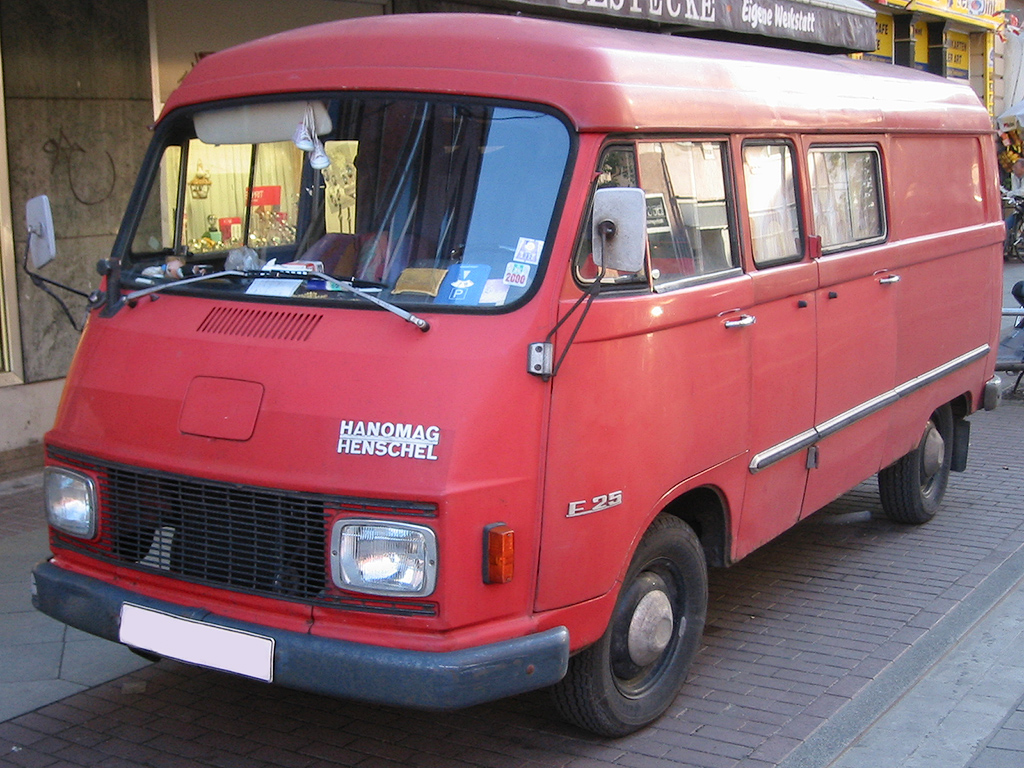
Der Harburger Transporter kam von Hanomag …

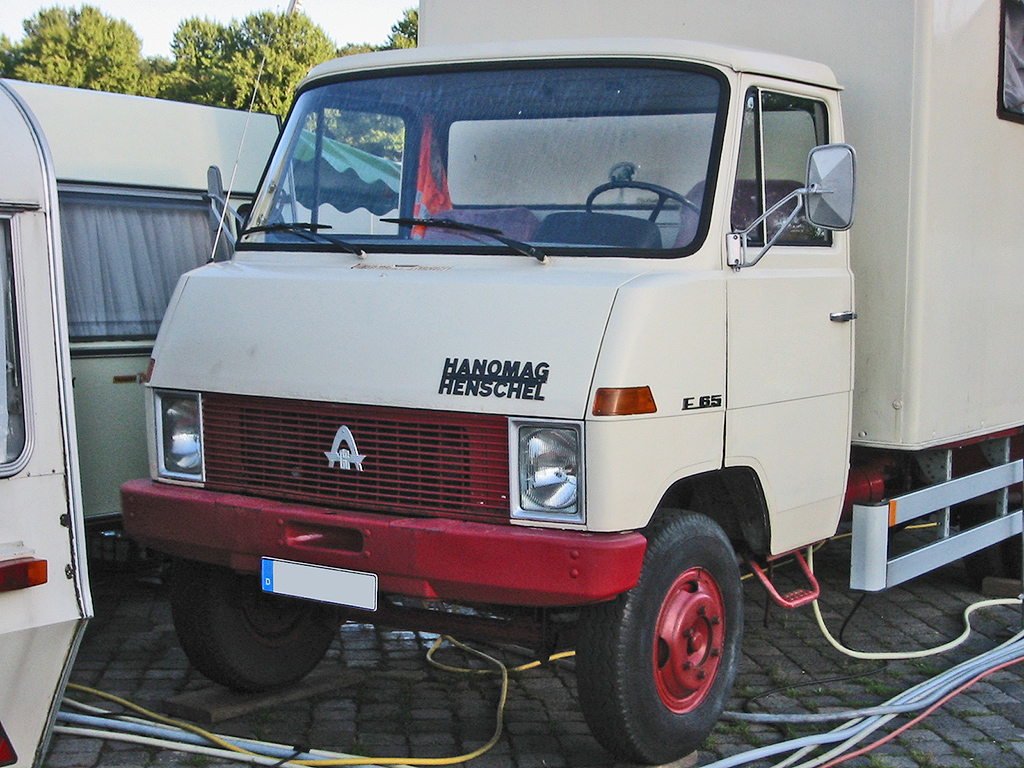
… ebenso wie die leichte F-Reihe (hier ein F 65; das Rheinstahl-Hanomag-Logo auf dem Kühlergrill dürfte im Nachhinein angebracht worden sein).

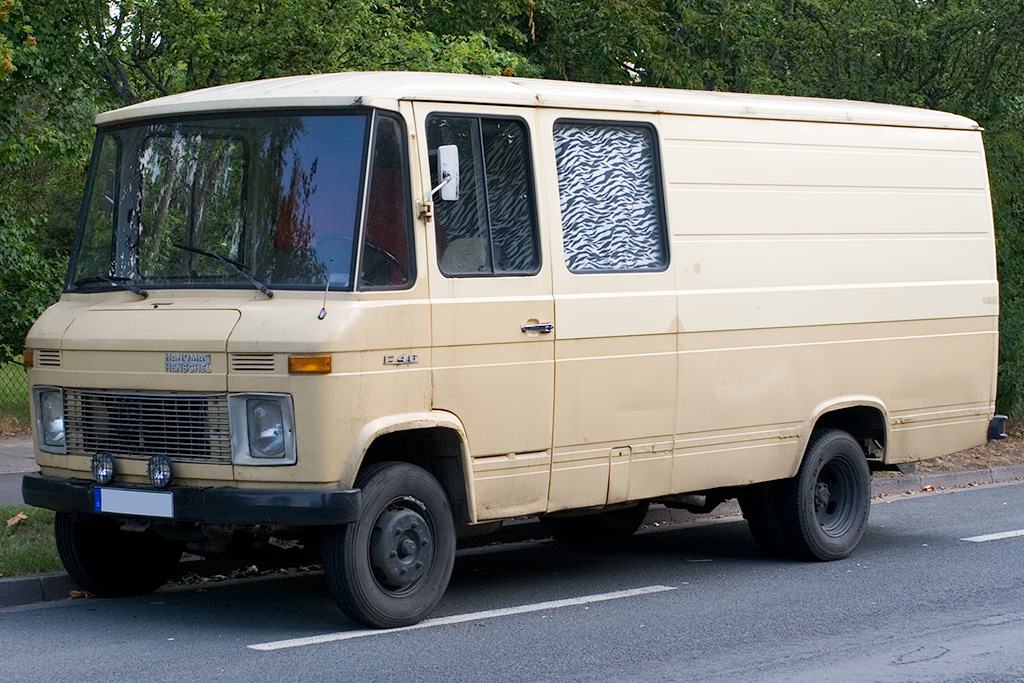
Der Düsseldorfer Transporter, eigentlich ein Fahrzeug von Mercedes-Benz, war von 1970 bis 1974 mit modifizierter Front auch unter dem Namen Hanomag-Henschel erhältlich.

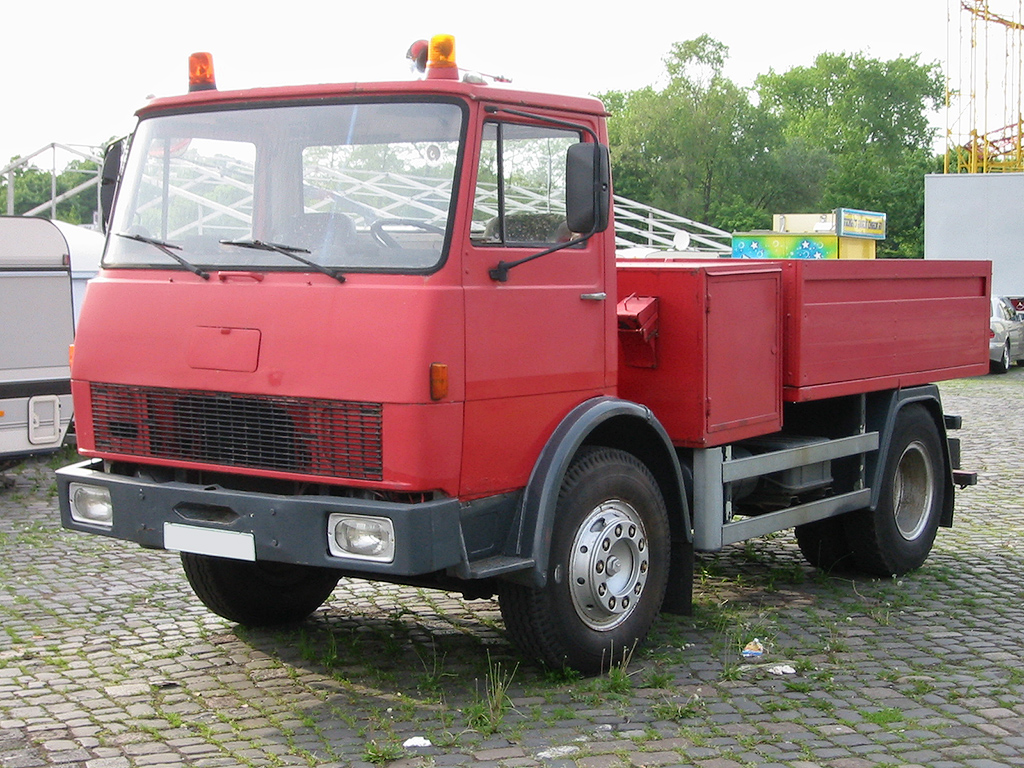
Das mittelschwere Lkw-Modell von Hanomag-Henschel war dagegen von Henschel auf den Markt gebracht worden …

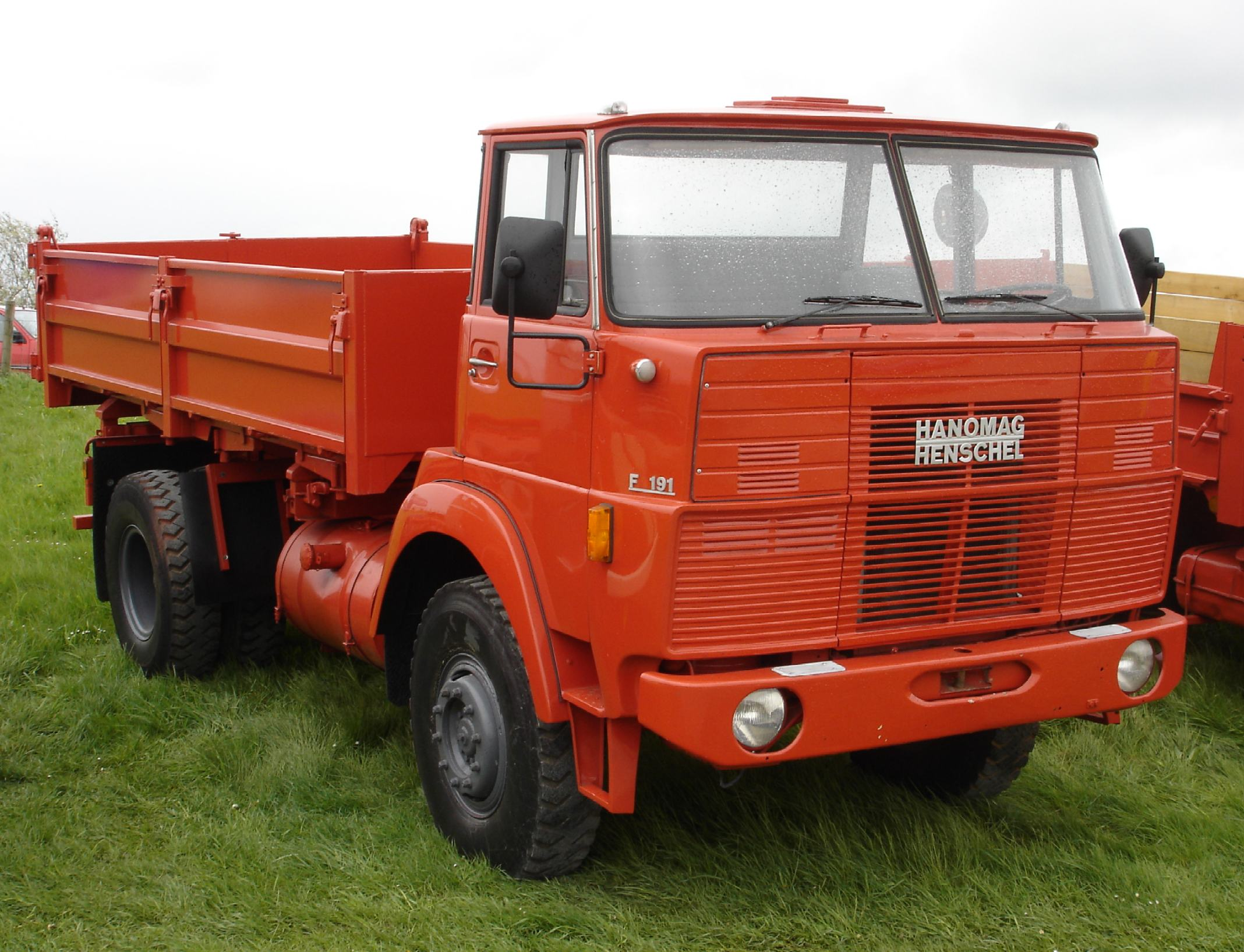
… ebenso wie die schwereren Frontlenker, die es sowohl mit gerippter Front …

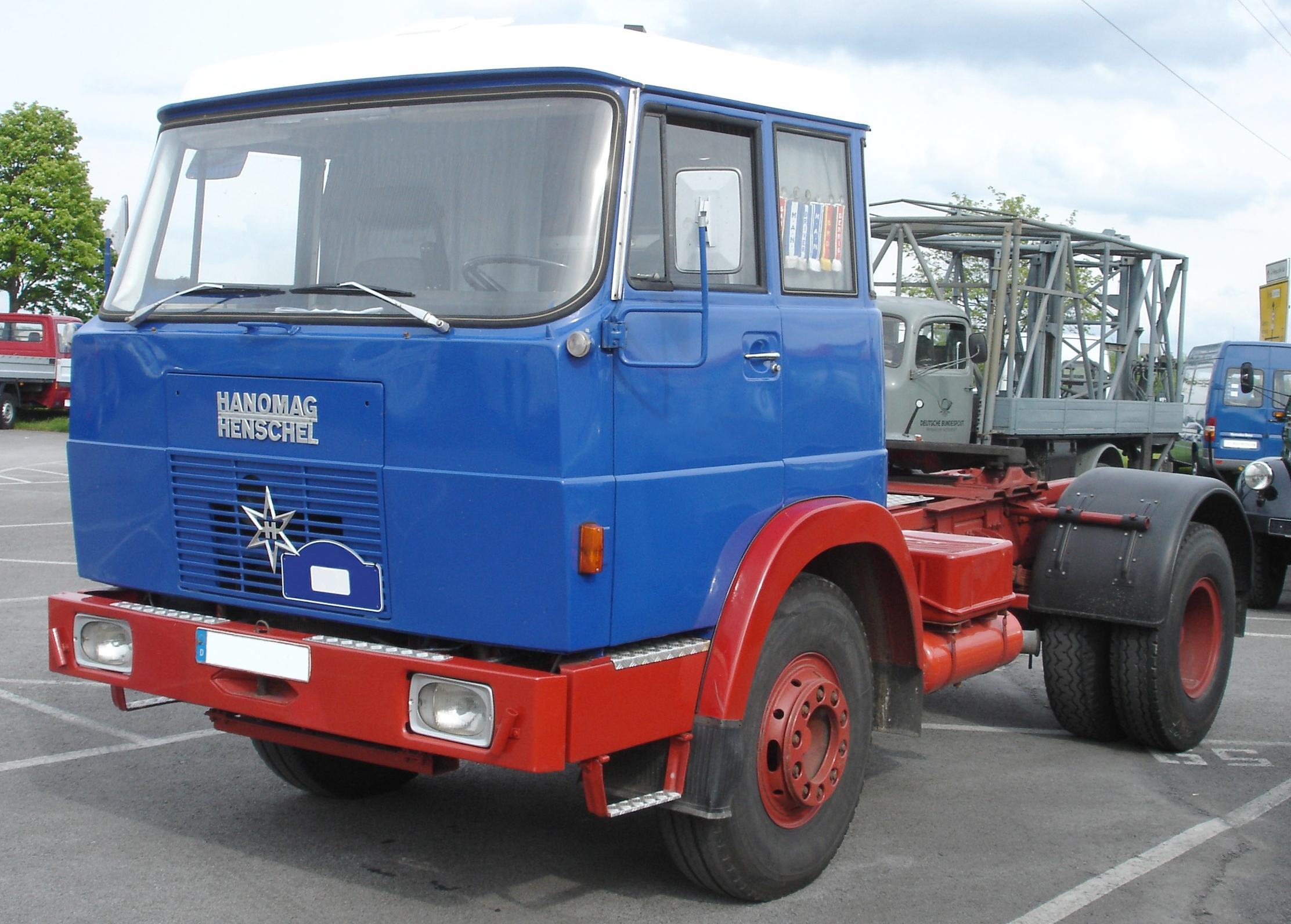
… als auch mit geglätteter Front und schmalem Kühlergrill …

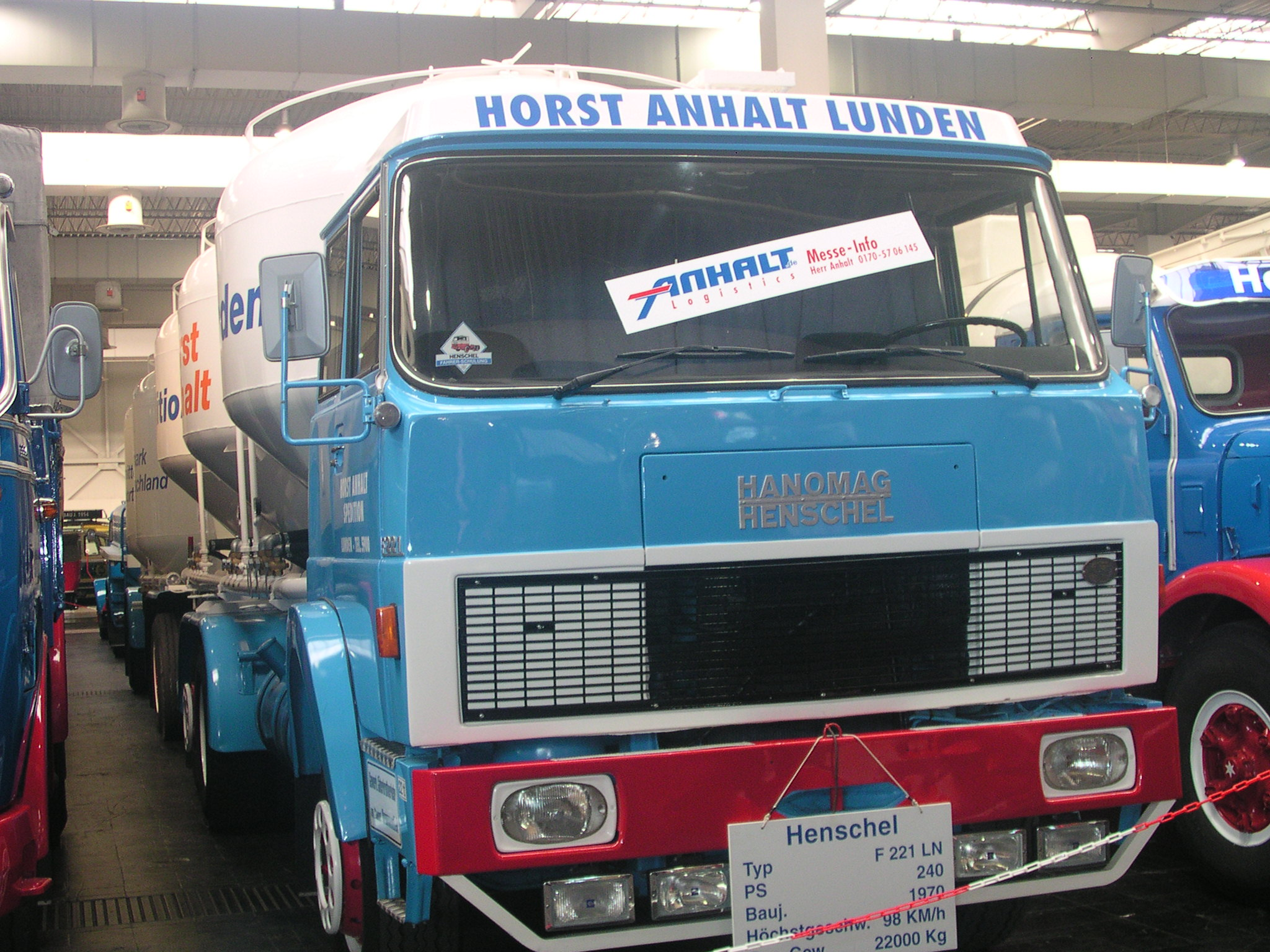
… als auch mit geglätteter Front und breitem Kühlergrill gab.

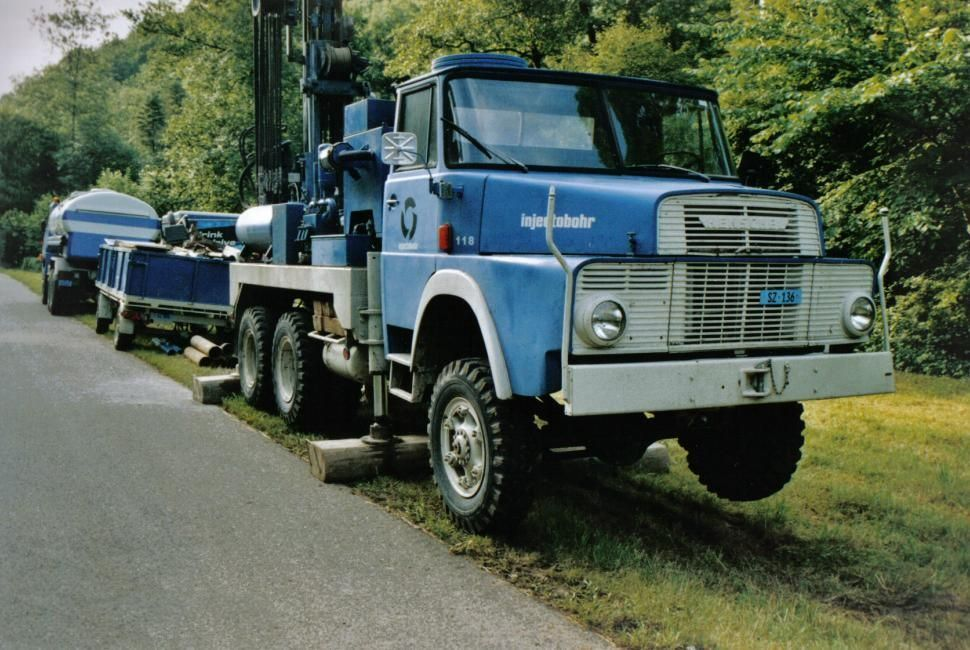
Daneben bot Hanomag-Henschel auch die Haubenwagen von Henschel weiter an (hier ein Fahrzeug, das noch unter der Bezeichnung Henschel gebaut wurde).

### Entstehung des Unternehmens
Der Maschinenbau- und Fahrzeughersteller Hanomag (aus Hannover, Lkw-Produktion seit 1905) wurde 1952 von der Rheinischen Stahlwerke AG übernommen, der Lokomotiven- und Lkw-Produzent Henschel (aus Kassel, Lkw-Produktion seit 1925) folgte 1964, 1965 das Tempo-Werk in Hamburg, das Kleintransporter herstellte. Zum Produktprogramm von Hanomag gehörten außerdem Baumaschinen und Traktoren und leichte bis mittelschwere Lkw, während die Henschel-Werke, Lokomotiven und mittelschwere bis schwerere Lkw im Programm hatten. Chefkonstrukteur in Hannover von 1961 bis 1969 war Heinz W. Hahn (* 1929), der spätere Vorstandsvorsitzende der Magirus-Deutz AG.
Rheinstahl sah seine Nutzfahrzeugproduktion bei Hanomag und Henschel jedoch nur als Nebentätigkeit an, was sich zum Beispiel darin äußerte, dass die beiden Teilunternehmen Hanomag und Henschel, obwohl sie sich in ihren Produkten ideal ergänzten, nicht gleich nach der Übernahme von Henschel zusammengefasst wurden. Infolge der allgemeinen Stahlkrise in Deutschland Ende der 1960er Jahre brauchte Rheinstahl dringend Geld und machte sich deswegen auf die Suche nach einem finanzkräftigen Partner aus der Nutzfahrzeugbranche, der sich an den Lkw-Sparten der beiden Firmen Hanomag und Henschel beteiligen und diese eventuell übernehmen sollte. Rheinstahl nahm daher zunächst Verhandlungen mit Magirus-Deutz auf (die scheiterten) und später auch mit British Leyland. Die Verhandlungen mit Leyland zogen die Aufmerksamkeit der Daimler-Benz AG auf sich, die in den Briten eine ernstzunehmende Konkurrenz sah. Um zu verhindern, dass Leyland auf dem deutschen Markt Fuß fassen konnte, verhandelte Daimler-Benz ebenfalls mit Rheinstahl und hatte Erfolg.
Zum 1. April 1969 gliederte Rheinstahl die Nutzfahrzeugsparten aus den beiden Unternehmen Hanomag und Henschel aus und fasste sie in der neu gegründeten Hanomag-Henschel-Fahrzeugwerke GmbH mit Sitz in Hannover zusammen. Daimler-Benz beteiligte sich daran mit 51 %. Zusätzlich beteiligte sich Daimler-Benz mit 25 % an der verbliebenen Rheinstahl Hanomag. Seit dieser Zeit bekamen die ansonsten unverändert weiterproduzierten Fahrzeuge der Hersteller Hanomag und Henschel den neuen Firmenschriftzug „Hanomag-Henschel“. Die Werke von Hanomag-Henschel befanden sich in Hannover (Linden-Süd und Ricklingen) (Stammwerk von Hanomag, lieferte Motoren für die Hanomag-Henschel-Fahrzeuge), Hamburg-Harburg (ehemaliges Tempo-Werk, war von Hanomag übernommen worden), Bremen-Sebaldsbrück (ehemaliges Borgward-Werk, war von Hanomag übernommen worden) und Kassel-Nord-Holland (Stammwerk von Henschel).
Während in der deutschen Lkw-Industrie bis dahin eine gewisse „Arbeitsteilung“ herrschte (Unternehmen wie Borgward, Opel und Hanomag stellten Transporter und leichte bis mittelschwere Lkw her, Unternehmen wie MAN, Büssing, Magirus-Deutz und Henschel mittelschwere bis schwere Lkw), entstand durch den Zusammenschluss von Hanomag und Henschel zu Hanomag-Henschel der erste „Vollsortimenter“, der vom leichten Transporter (Harburger Transporter) über mittelschwere Modelle bis hin zum 26-Tonner für den Fernverkehr ein komplettes Programm an Nutzfahrzeugen anbot.

### Das schnelle Ende der neuen Marke
Weitere finanzielle Probleme bei Rheinstahl führten dazu, dass das Unternehmen zum Jahresende 1970 auch die verbliebenen Anteile an Hanomag-Henschel für 140 Mio. DM an die Daimler-Benz AG veräußerte. Daimler-Benz gab im Gegenzug die Beteiligung an Hanomag an Rheinstahl zurück.
Wie sich bald erweisen sollte, bedeutete dieser Handel faktisch den Anfang vom Ende der Markennamen Hanomag und Henschel bzw. des gerade erst gegründeten Gemeinschaftsunternehmens in der Nutzfahrzeugbranche. Daimler-Benz sicherte zwar zu, Hanomag-Henschel als zweiten Vertriebskanal (also als eigenständige Marke neben seiner Stammmarke Mercedes-Benz) zu erhalten, zeigte sich diesbezüglich jedoch nicht sonderlich konsequent: Zunächst wurden die schweren Hanomag-Henschel-Lastwagen sukzessive auf Mercedes-Technik umgestellt, obwohl bei Hanomag-Henschel zu dieser Zeit eine neue Motorengeneration marktreif gewesen war, und deren Produktion dann nach und nach eingestellt. Sofern die Hanomag-Henschel-Fahrzeuge Lücken im bestehenden Mercedes-Benz-Programm zu füllen vermochten, wurden sie noch eine Zeit lang weiter produziert. Mehrere Modelle wurden für eine Übergangszeit parallel sowohl unter dem bisherigen Namen Hanomag-Henschel wie auch unter der Marke Mercedes-Benz verkauft. Dies galt vor allem für die leichten Harburger Transporter von Hanomag, die (zuletzt ausschließlich als Mercedes-Fabrikate) noch bis 1978 gebaut wurden (und somit das letzte Überbleibsel von Hanomag-Henschel waren) sowie für die aus dem Henschel-Programm stammenden schweren Baufahrzeuge. Diese erhielten noch eine Gnadenfrist, da sie einen sehr guten Ruf bei den Kunden genossen und weil Mercedes-Benz in diesem Bereich seinerzeit noch eher schwach aufgestellt war (dort gab es noch keine Frontlenker-Fahrzeuge mit Allradantrieb). So wurden in der Übergangszeit wie beim Harburger Transporter sogar ursprünglich von Henschel entwickelte Baufahrzeuge mit dem Mercedes-Stern und Mercedes-Baumusterbezeichnungen angeboten.
Nach dem Modellwechsel der schweren Fahrzeuge bei Mercedes-Benz ab 1973 war diese Lücke im Programm geschlossen. Folgerichtig verschwanden die letzten mit dem Markennamen Hanomag-Henschel versehenen Fahrzeuge 1974 vom Markt. Rheinstahl-Hanomag verkaufte die in Hannover-Linden verbliebene Motorenfertigung an Volvo. Die Anlagen wurden 1973 demontiert und nach Schweden verbracht. 1978 ging die Hanomag-Henschel-Fahrzeugwerke GmbH in der Daimler-Benz AG auch namentlich auf. Im ehemaligen Henschel-Lastwagenwerk in Kassel wurden noch bis 1980 Mercedes-Benz-Lkw produziert. Seitdem werden dort nur noch Achsen für Nutzfahrzeuge der inzwischen unter Daimler AG firmierenden Daimler-Benz, Trailer und Transporter sowie Nutzfahrzeug-Gelenkwellen und Ausgleichgetriebe für Pkw des Daimler-Konzerns gebaut.

## Produzierte Fahrzeuge
Die von Hanomag-Henschel gebauten und angebotenen Fahrzeuge waren im Wesentlichen dieselben Typen, die es zuvor schon von den Einzelmarken Hanomag und Henschel gegeben hatte. Insgesamt wurden von 1969 bis 1975 rund 230.000 Fahrzeuge von Hanomag-Henschel hergestellt. 
| Jahr           | 1969   | 1970   | 1971   | 1972   | 1973 | 1974 |
| -------------- | ------ | ------ | ------ | ------ | ---- | ---- |
| LKW-Produktion | 45.242 | 58.811 | 56.142 | 62.453 |      |      |

Konkret handelte es sich um folgende Modelle:

### Harburger Transporter
Der Harburger Transporter war ein Fahrzeug im leichten Nutzlastbereich, das in den Grundzügen seiner Konstruktion auf die von Hanomag übernommene Marke Tempo zurückging, konkret auf das Modell Tempo Matador, das 1963 auf dem Markt erschienen war. 1967 wurde der Tempo Matador einer optischen Überarbeitung unterzogen und fortan unter dem Markennamen Hanomag und den Modellbezeichnungen F 20, F 25, F 30 und F 35 mit Mercedes-Diesel- oder Austin-Benzinmotoren angeboten. Ab 1969 lautete die Markenbezeichnung auf den Fahrzeugen Hanomag-Henschel. Das Fahrzeug wurde nach dem Ende von Hanomag-Henschel von Daimler-Benz nach Veränderungen als L 206 D/L 307 bis 1978 weiter gebaut.

### F-Reihe
Die leichten bis mittelschweren Lkw der sogenannten F-Reihe von Hanomag-Henschel waren in kurzhaubiger Bauweise ausgeführt und stammten von Hanomag. Sie waren dort 1967 mit Fahrerhausentwürfen von Louis Lucien Lepoix völlig neu entwickelt auf den Markt gekommen. Bei Hanomag-Henschel liefen sie mit den Typbezeichnungen F 45, F 46, F 55, F 65, F 66, F 75, F 76 und F 86 vom Band und waren unverändert fortgeführte Hanomag-Modelle. Ihre Produktion in Bremen-Sebaldsbrück wurde nach nur sechs Produktionsjahren 1973 eingestellt, obwohl sich diese Baureihe sehr erfolgreich verkaufte. Der österreichische Lkw-Hersteller Steyr übernahm die Konstruktion mit leichten Retuschen an der Front in sein eigenes Nutzfahrzeugprogramm und führte den Bau der Fahrzeuge noch eine Weile fort.

### Mercedes-Benz T2
Der T2, ein Großtransporter bzw. Leichtlastwagen aus dem Hause Mercedes-Benz, war von 1971 bis 1974 mit modifizierten Scheinwerfern und anderem Kühlergrill als bei Mercedes-Benz üblich auch unter dem Namen Hanomag-Henschel erhältlich. Die Fahrzeuge wurden von Daimler-Benz im Werk Düsseldorf hergestellt; die Typbezeichnungen lauteten F 40, F 46, F 55 und F 65 als Lkw sowie F 40 B, F 45 B und F 45-O B als Kleinbus.

### Mittelschwere Lkw
Die mittelschweren Lkw von Hanomag-Henschel mit einer modernen Frontlenker-Kabine wurden ursprünglich bei Hanomag entwickelt, dann aber innerhalb des Rheinstahl-Konzerns „verschoben“ und 1969 als Henschel auf den Markt gebracht. Noch im gleichen Jahr wechselte der Markenname der Fahrzeuge auf Hanomag-Henschel. Gebaut wurden diese Typen, die die Lücke zwischen dem bisherigen Modellprogramm von Hanomag und dem von Henschel schlossen, bis 1974, ausgeliefert wurden sie sogar noch bis ins Folgejahr 1975. Damit handelt es sich bei diesen Typen um die letzten Fahrzeuge, die mit dem Namen Hanomag-Henschel verkauft wurden.

### Schwere Frontlenker und Hauber
Die schweren Lkw von Hanomag-Henschel waren als Frontlenker und als klassischer Langhauber erhältlich. Hier handelte es sich jeweils um Fortführungen von Henschel-Baumustern, die beide 1961 auf dem Markt erschienen waren und in einer Art Baukastensystem aus weitgehend identischen Teilen gebaut wurden.

#### Frontlenker
1969 und 1971 erfolgten bei den Frontlenkern leichte Facelifts (Front glatter und Kühlergrill breiter, diese Maßnahmen wurden aber nicht konsequent ergriffen, zum Teil waren die ursprünglichen und die veränderten Modelle parallel am Markt). Nach der Übernahme von Hanomag-Henschel durch Daimler-Benz erfolgte auch rasch eine Umstellung auf Mercedes-Benz-Technik, zunächst nur unter dem Blech zum Beispiel in Form von Mercedes-Benz-Motoren. Später wurden die Frontlenker „offiziell“ auf die Marke Mercedes-Benz umgestellt und waren mit Mercedes-Stern am Kühlergrill und Mercedes-Benz-Modellbezeichnungen erhältlich. Produktionseinstellung dieser Typen sowohl als Hanomag-Henschel als auch als Mercedes-Benz war 1974.

#### Hauber
Die Hauber von Henschel wurden ab 1969 nahezu unverändert von Hanomag-Henschel fortgeführt und ebenfalls 1974 vom Markt genommen.

## Weitere Bilder

F-Reihe: F 45
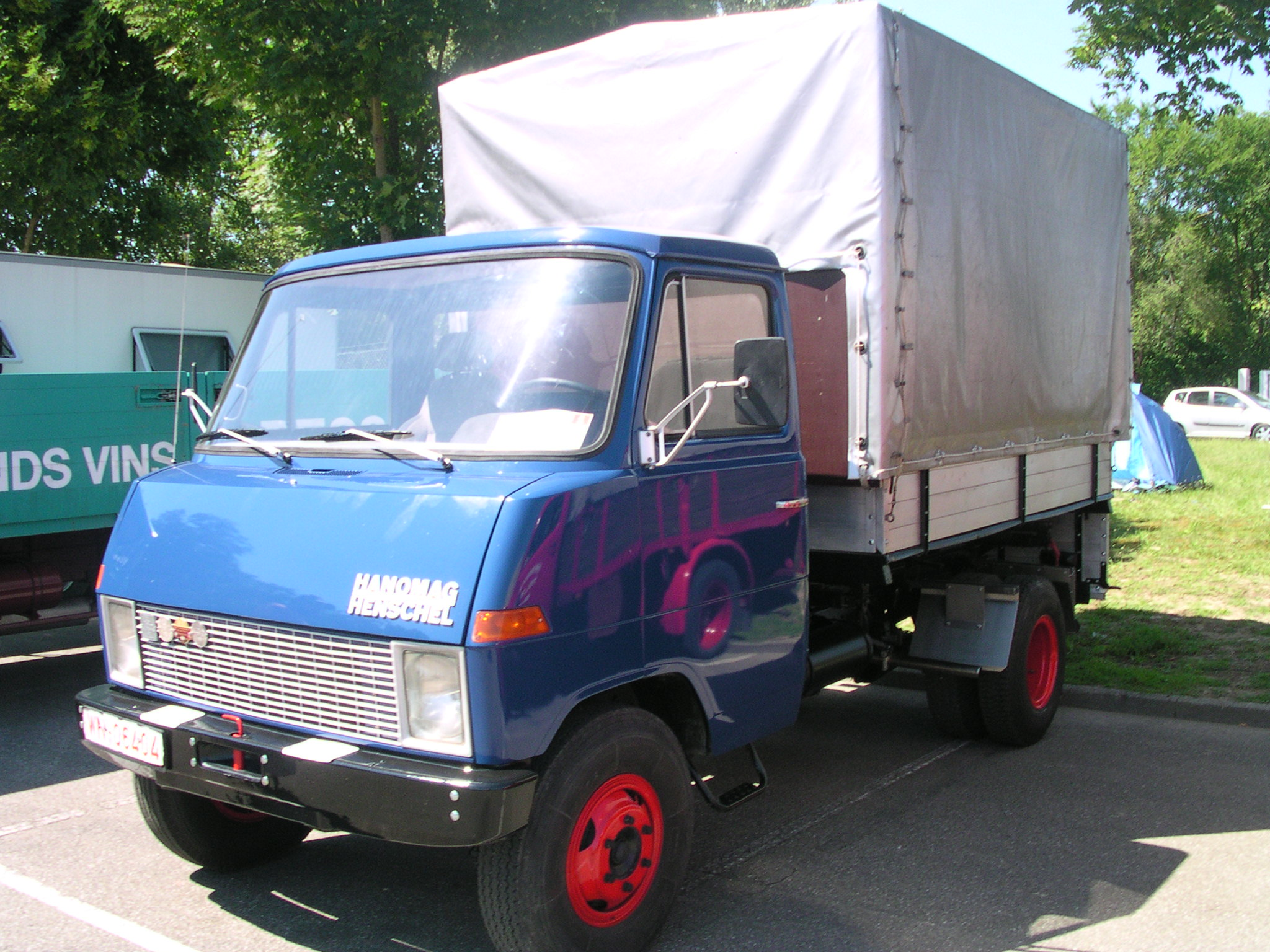
F-Reihe: F 55
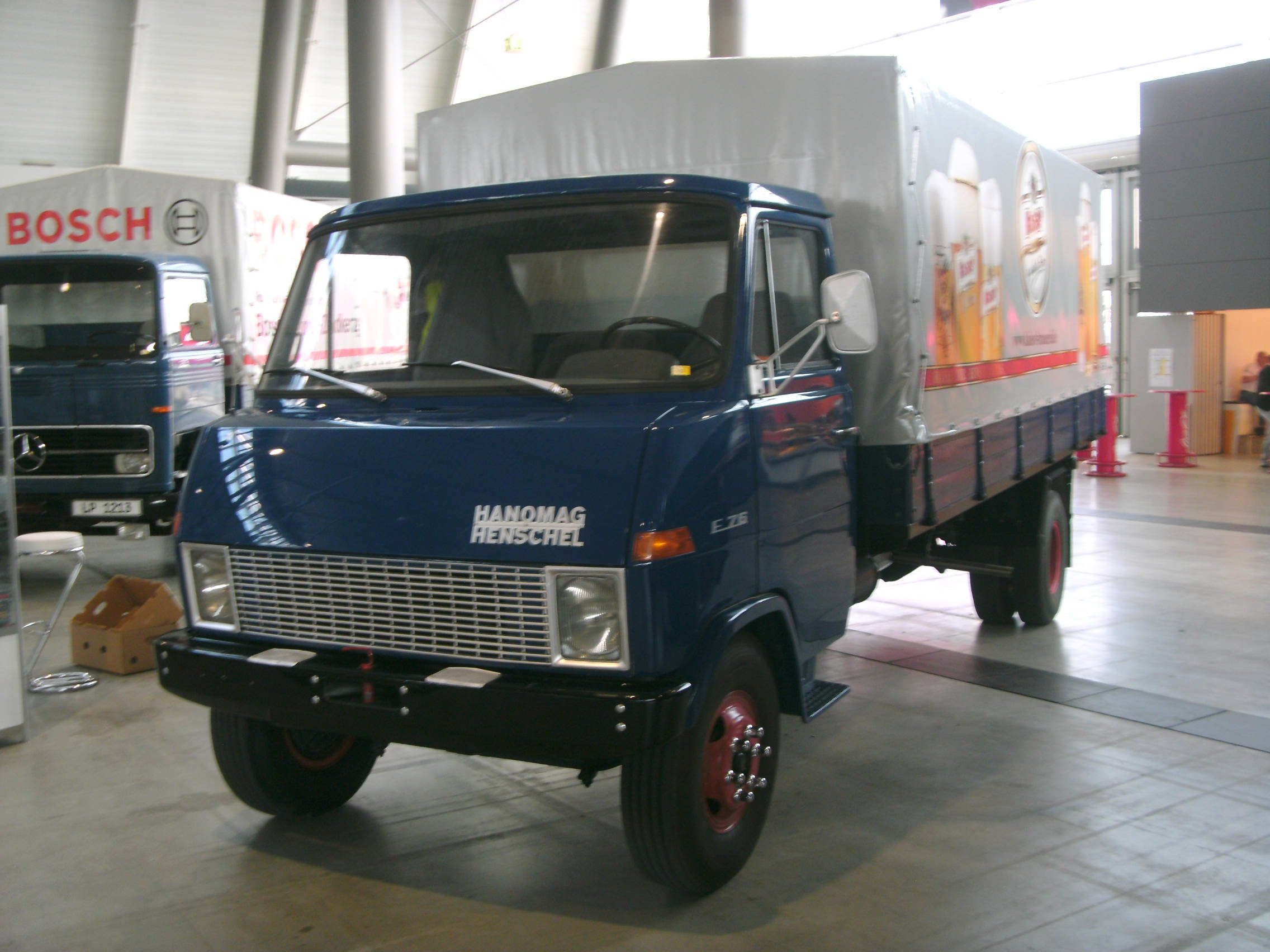
F-Reihe: F 76
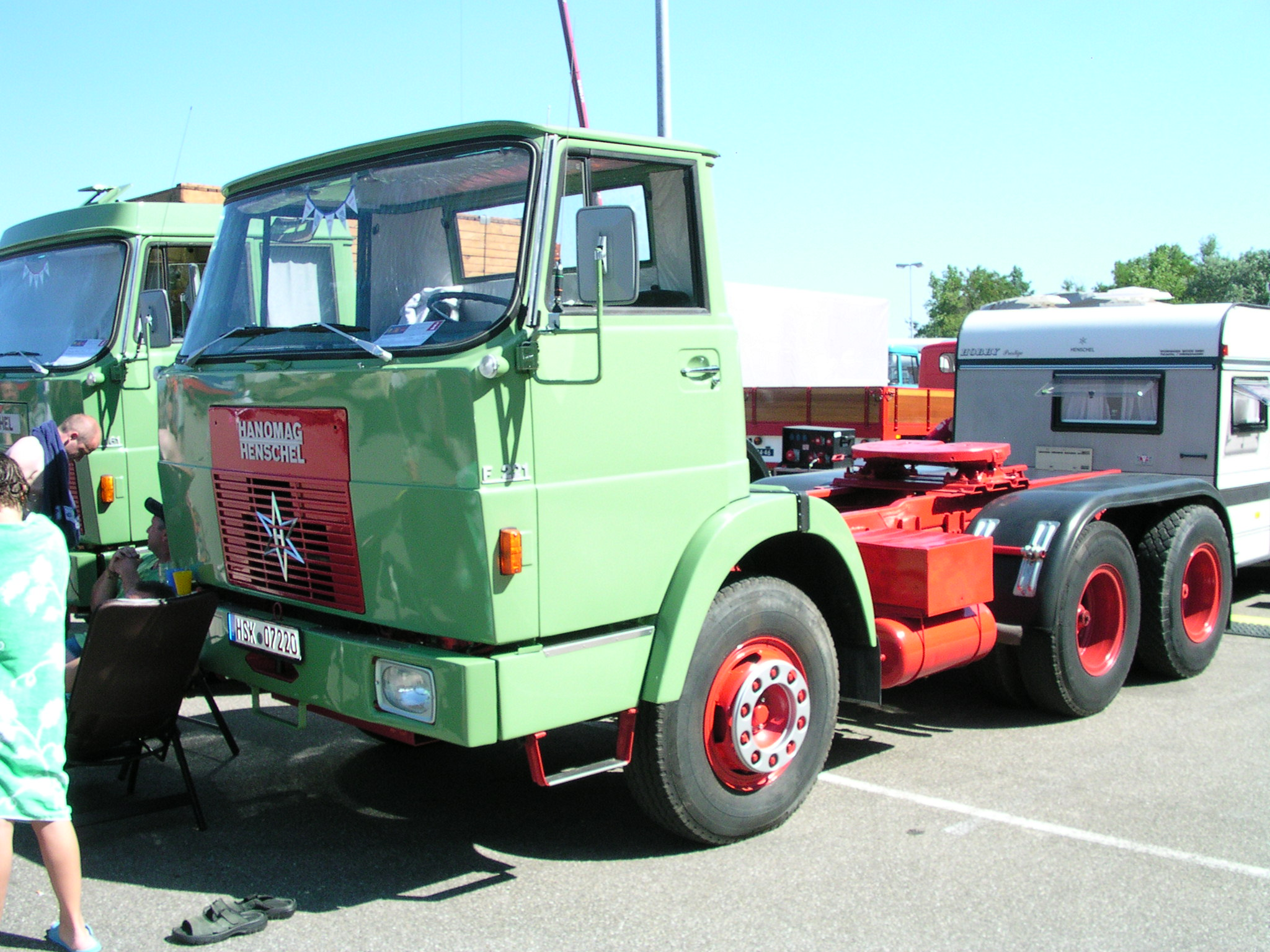
Schwerer Frontlenker: F 201 S1
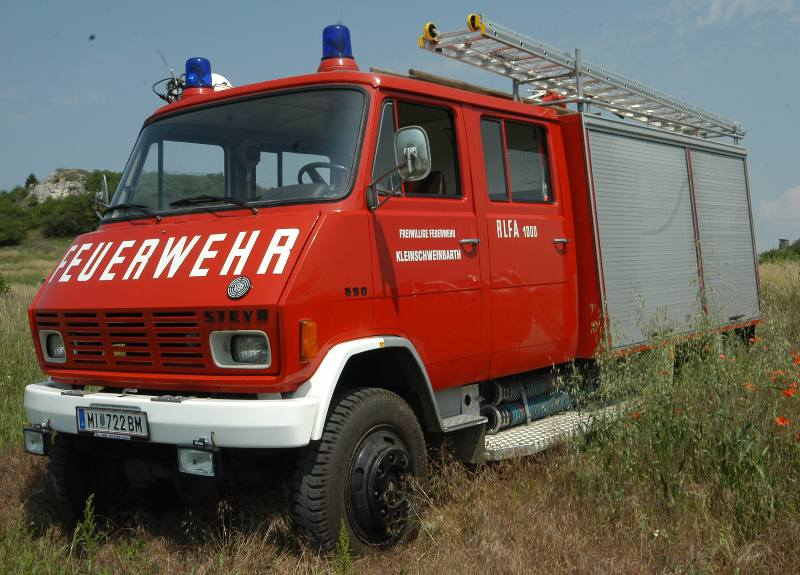
Steyr 690 mit Fahrerhaus der Hanomag F-Reihe
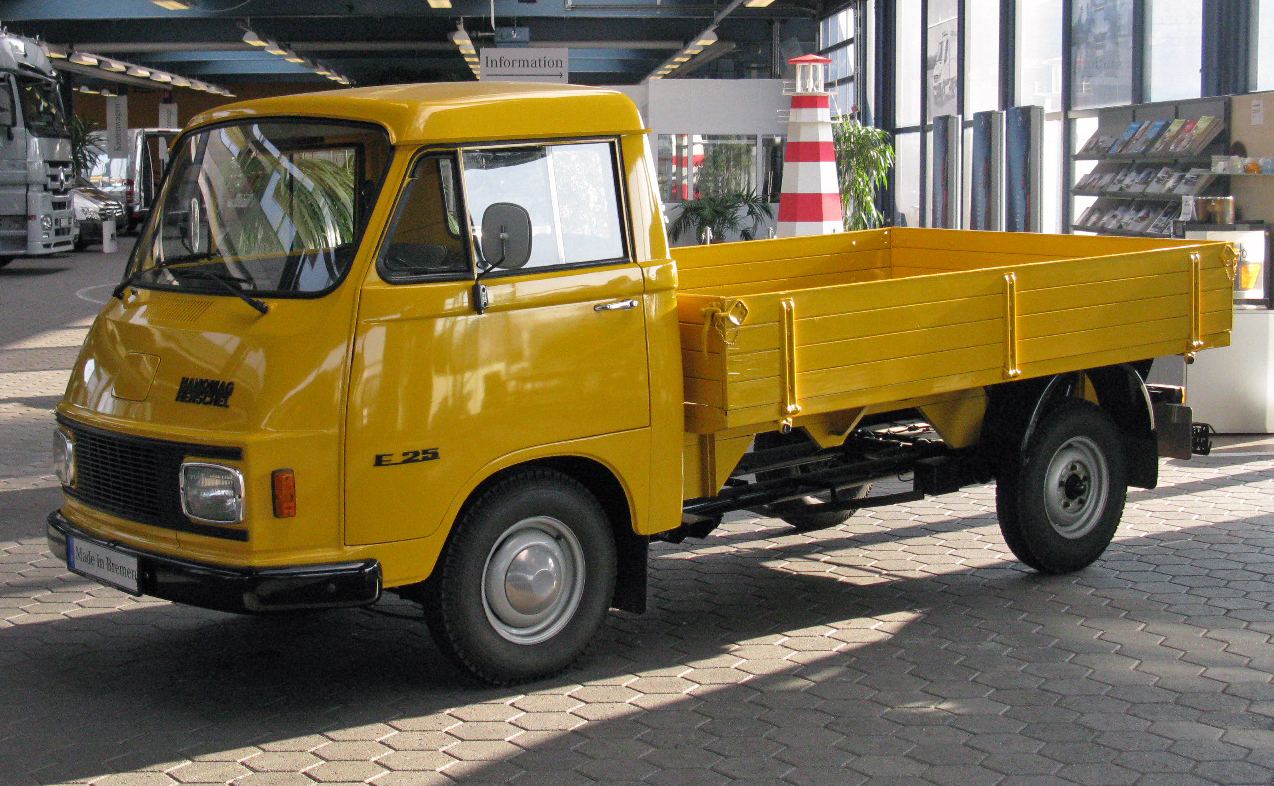
Harburger Transporter